# Distúrbios raciais de 1964 em Cingapura
Os distúrbios raciais de 1964 em Cingapura envolveram uma série de distúrbios civis baseados na raça entre malaios e chineses em Cingapura após sua fusão com a Malásia em 16 de setembro de 1963, e foram considerados os "piores e mais prolongados na história pós-guerra de Cingapura".  O termo também é usado para se referir especificamente a dois motins em 21 de julho de 1964 e 2 de setembro de 1964, particularmente o primeiro, durante o qual 23 pessoas morreram e outras 454 sofreram ferimentos graves.
Os motins são vistos como fundamentais para levar à independência de Cingapura em 1965, suas políticas de multirracialismo e multiculturalismo, e para justificar leis como a Lei de Segurança Interna.